# شهرستان سنکا (نیویورک)
شهرستان سنکا، نیویورک (به انگلیسی: Seneca County, New York) یک سکونتگاه مسکونی در ایالات متحده آمریکا است که در ایالت نیویورک واقع شده‌است.

## خصوصیات
شهرستان سنکا ۸۴۱٫۷۵ کیلومترمربع مساحت دارد.